# William Nylander taxonjai

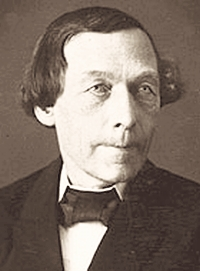
William Nylander

Ezen a listán azok a taxon nevek szerepelnek, amelyeket William Nylander (1822 – 1899) alkotott. Azok a taxon nevek, amelyek nincsenek belinkelve, manapság csak szinonimaként használtak (az alábbi lista nem teljes):

## Tömlősgombák
- Parmelia aegialita (Ach.) Nyl., Ann. Sci. Nat. 15: 43 (1861) - Dirinaria aegialita
- Physcia aegialita (Afzel. ex Ach.) Nyl., Annls Sci. Nat., Bot., sér. 4 15: 43 (1861)
- Physcia aegialita (Afzel. ex Ach.) Nyl., Annls Sci. Nat., Bot., sér. 4 15: 43 (1861) f. aegialita
- Physcia aegialita (Afzel. ex Ach.) Nyl., Annls Sci. Nat., Bot., sér. 4 15: 43 (1861) var. aegialita - Dirinaria aegialita
- Dirinaria caesiopicta Nyl.
- Physcia caesiopicta Nyl. - Dirinaria caesiopicta
- Dirinaria devertens (Nyl.) C.W. Dodge, 1971
- Physcia devertens Nyl. - Dirinaria devertens
- Physcia picta f. isidiophora Nyl., Flora, Jena 50: 3 (1867) - Dirinaria isidiophora
- Dirinaria papillulifera (Nyl.) D.D. Awasthi, 1964
- Physcia papillifera Nyl. - Dirinaria papillulifera
- Dirinaria persoredians (Nyl.) D.D. Awasthi, 1964
- Physcia persoredians Nyl. - Dirinaria persoredians
- Physcia picta (Sw.) Nyl., Mém. Soc. natn. Sci. nat. math. Cherbourg 3: 175 (1855) - Dirinaria picta
- Physcia plumosa (Taylor) Nyl., Mém. Soc. natn. Sci. nat. math. Cherbourg 5: 106 (1857) - Dirinaria picta
- Dirinaria subpicta (Nyl.) C.W. Dodge, 1971
- Physcia subpicta Nyl. - Dirinaria subpicta
- Pyxine cocoes (Sw.] Nyl., 1857
- Umbilicaria aprina Nyl., 1863
- Gyrophora aprina (Nyl.) Nyl. - Umbilicaria aprina